# Dege
Dege (en tibetano: སྡེ་དགེ, wylie: derge, ZWPY: Dêgê ; en chino, 德格; pinyin, Dégé; Wade-Giles, te ko)  es un condado bajo la administración directa de la Prefectura Garze. Se ubica al oeste de la provincia de Sichuan, en el corazón geográfico de la República Popular China. Su área es de 11 439 km² y su población total para 2010 superó los 80 mil habitantes,

## Administración
El condado de Dege se divide en 23 pueblos que se administran en 10 poblados y 13 villas.

## Toponimia
El topónimo Dege significa "tierra de virtud" y proviene del concepto budista tibetano de "las cuatro virtudes y los diez méritos" (四部十善).
Dege originalmente se trataba de un título honorífico personal otorgado a Sonam Rinchen (索郎仁钦) por Phags-pa, maestro imperial de principios de la dinastía Yuan quien lo llamó "doctor de las cuatro virtudes y los diez méritos". Más tarde, evolucionó hasta convertirse en el nombre del clan de la familia del jefe Derge, el nombre de la jurisdicción del jefe y, finalmente, el nombre del condado.